# (34876) 2001 UK32
2001 UK32 (asteroide 34876) é um asteroide da cintura principal. Possui uma excentricidade de 0.05423450 e uma inclinação de 7.10156º.
Este asteroide foi descoberto no dia 16 de outubro de 2001 por LINEAR em Socorro.